# Castiñeiriño
Castiñeiriño o Nosa Señora de Fátima de Castiñeiriño (llamada oficialmente Nosa Señora de Fátima do Castiñeiriño) es una parroquia española del municipio de Santiago de Compostela, en la provincia de La Coruña, Galicia.

## Entidad de población
Entidad de población que forma parte de la parroquia:
- Outeiro.[5] En el INE aparece como Outeiro do Castiñeiriño.

Aparecen en el noménclator, pero no en el INE, las siguientes localidades:
- Casal[6] (O Casal)
- Combarro[7] (O Combarro)
- Lamas de Abad[8] (Lamas de Abade)

## Demografía
| Gráfica de evolución demográfica de Castiñeiriño entre 2000 y 2019 |
|                                                                    |
| Datos según el nomenclátor publicado por el INE.                   |